# Dwukropek (czasopismo)
Dwukropek (czasopismo) – nieperiodyczne czasopismo ukazujące się w Rzeszowie w latach 1978–1985.
Jedyne w Rzeszowie pismo społeczno-kulturalne skierowane do środowiska akademickiego i młodej inteligencji. Redagowane przez studentów, młodych artystów i pracowników nauki. Była to także jedyna oficjalnie ukazująca się gazeta w Rzeszowie, na łamach której w latach 1980–1981 zaznaczano ingerencje cenzury.
Redakcja gazety używała zamiennie nazwy Klub Dziennikarzy Studenckich (KDS). Jednak struktura tego klubu była szersza i w jego ramach działały również Studencka Agencja Fotograficzna oraz Studenckie Radio Rzeszów „Centrum”.

## Lata 1978–1980
Pierwszy numer gazety ukazał się w maju 1978 roku, a jej redaktorem naczelnym był Janusz Pawlak, który pełnił tę funkcję do marca 1980 roku. W owym okresie pismo zajmowało się przede wszystkim sprawami socjalno-bytowymi studentów, ich działalnością społeczną i kulturalną, a także sprawami wewnątrzorganizacyjnymi SZSP.

## Lata 1980–1981
Okres świetności pisma przypada na czas od maja 1980 do wprowadzenia stanu wojennego w Polsce (13.12.1981 r.) W tym okresie redaktorem naczelnym gazety był Tomasz Paulukiewicz, a zastępcą redaktora naczelnego Bogusław Szwedo. W listopadzie 1981 obowiązki redaktora naczelnego pełniła Lucyna Hajduk.
Zebrania redakcji „Dwukropka” stały się w tym czasie otwartym klubem dyskusyjnym i środowiskowym konwersatorium społeczno-politycznym.
W spotkaniach i szkoleniach dziennikarskich organizowanych przez „Dwukropek” brały udział wybitne postacie także spoza środowiska rzeszowskiego. Gośćmi i przyjaciółmi redakcji byli m.in. Ryszard Kapuściński, Michał Mońko, Olgierd Jędrzejczyk czy Janusz Roszko.
Na łamach „Dwukropka” omawiano problematykę związaną ze środowiskiem akademickim, w kontekście aktualnych wydarzeń społecznych i politycznych w Polsce. Gazeta publikowała nie tylko informacje, ale przede wszystkim reportaże, artykuły publicystyczne, wywiady, felietony. Również twórczość prozaików, poetów, fotografów i grafików.
W tym okresie „Dwukropek” stał się w Rzeszowie najważniejszą trybuną dla swojego pokolenia i środowiska, nie miał konkurencji w kategorii pism społeczno-kulturalnych.
Angażował się na rzecz przemian demokratycznych w Polsce, reformy szkolnictwa wyższego i autonomii wyższych uczelni. Wspierał strajki studenckie i powstawanie nowych, niezależnych organizacji. Na jego łamach publikowali autorzy reprezentujący całe spektrum poglądów politycznych owych lat.
Osoby związane z „Dwukropkiem” włączyły się czynnie w życie polityczne tamtych czasów.
Zakładali lub współzakładali nowe organizacje studenckie: Studencki Ruch Parlamentarny, Niezależne Zrzeszenie Studentów, Polski Związek Akademicki, Związek Młodzieży Wiejskiej "Wici" , a także należeli do SZSP. Jednak większość osób nie była członkami żadnej organizacji.
Niektórzy, nie rezygnując z redagowania „Dwukropka”, publikowali również w innych gazet. Duża grupa zasiliła wydawnictwa Międzyzakładowego Komitetu Robotniczego NSZZ „Solidarność” w Rzeszowie. Współredagowali i wydawali biuletyny studenckie i strajkowe.
Wiodącym publicystą „Dwukropka” był Andrzej Paulukiewicz (pracujący w wydawnictwach MKR „Solidarność” w Rzeszowie). Publicystyką zajmowali się również Bogusław Szwedo i Krzysztof Kaszuba (obydwaj publikując także w wydawnictwach „Solidarności”) oraz Lucyna Hajduk. Autorami reportaży w ”Dwukropku” byli m.in. Janusz Kniaźnikiewicz, Henryk Nicpoń, Tomasz Paulukiewicz i Józef Twardowski.
Jacek Woźniak, redaktor graficzny pisma, umieszczający na jego łamach swoje grafiki i rysunki, był w tamtym czasie najsłynniejszym w Polsce rysownikiem satyrycznym związanym z „Solidarnością”, założycielem i redaktorem legendarnego pisma „Wryj”.
Stałym elementem „Dwukropka” były zdjęcia i kolaże autorstwa Ryszarda Cielińskiego.
Na łamach gazety publikowane były również wiersze, wśród których zaangażowaniem politycznym wyróżniały się te autorstwa Jana Zawilińskiego.

## Lata 1982–1985
Trzeci okres w historii pisma to czas po wprowadzeniu stanu wojennego w Polsce. Do 1984 r. redaktorem naczelnym pozostawał Tomasz Paulukiewicz. Funkcję jego zastępcy pełniła w latach 1982–1983 Lucyna Hajduk. Ostatnim redaktorem naczelnym gazety był Jerzy Blicharz, pod kierownictwem którego, w grudniu 1985 roku, ukazało się jedno, ostatnie wydanie gazety.
Po wprowadzeniu stanu wojennego grupa związana z „Dwukropkiem” nadal spotykała się w ramach nieformalnego klubu dyskusyjnego (część z nich działała w opozycji). Jednak wydawanie gazety było w tym czasie właściwie niemożliwe.
Numery i artykuły „Dwukropka” były często w całości zatrzymywane przez cenzurę. Bowiem jak raportowali funkcjonariusze Służby Bezpieczeństwa: „proponowane do publikacji teksty zawierały krytykę jawną stanu wojennego oraz ogólnie negatywne nastawienie do naszej obecnej rzeczywistości. W ciągu ostatnich kilku lat w Rzeszowie nie było tak wrogiej w treści propozycji publikacji prasowej (…) Zawiera treści, które w sposób zupełnie jasny ośmieszały by (…)porządek społeczny wprowadzony dzięki ogłoszeniu stanu wojennego w Polsce.”.
W całości został zatrzymany przez cenzurę nawet numer „Dwukropka”, który redakcja przygotowywała z samych przedruków z ówczesnej oficjalnej prasy. Jak zauważył cenzor kompilacja ta była ośmieszająca dla ówczesnej propagandy. W efekcie w latach 1982–1985 ukazały się cztery numery pisma.
W tym samym czasie Tomasz Paulukiewicz współorganizował festiwal Rock Galicja, w wyniku którego powstało w Rzeszowie biuro Alma-Art. W działalność tę zaangażowana była również część członków redakcji "Dwukropka".

## Redakcja
Magazyn przez cały okres istnienia redagowany było społecznie, a autorzy za publikacje nie otrzymywali honorarium. Jedynym kryterium przyjęcia do zespołu redakcyjnego była przydatność merytoryczna, a o przyjęciu decydowali członkowie redakcji, którzy również spośród siebie wybierali redaktora naczelnego.
Członkowie redakcji pisma, którzy wywarli w różnych okresach jego istnienia, największy wpływ na jego kształt:
Barbara Bolanowska (1978- 1980, sek. redakcji 1978–1980), Jerzy Blicharz (1983–1985, red. nacz. 1985), Ryszard Cieliński (kier. działu fotograficznego,1980–1985), Wiesław Cypryś (1981), Jolanta Fircowicz (1982), Lucyna Hajduk (1979-1983, p.o. red. naczelnego 1981, z-ca red. naczelnego 1982–1983), Krzysztof Kaszuba (1979–1981), Janusz Kniaźnikiewicz (1978–1979), Janusz Krysztofik (1980–1982), Alfred Maria Kyc (1978–1981), Józef Lonczak (1982–1984), Henryk Nicpoń (1978-1983), Józef Matusz (1984), Janusz Pawlak (1978–1981, red. naczelny 1978–1980), Andrzej Paulukiewicz (1978–1984), Tomasz Paulukiewicz (1978-1985, red. naczelny 1980–1984), Jerzy Popek (red. graficzny 1978-1982), Jolanta Porada (1980–1982), Józef Twardowski (1978-1983), Jacek Woźniak (red. graficzny 1978–1981), Bogusław Szwedo (1980–1982, z-ca red. naczelnego 1980–1981), Wiesław Ziobro (1981–1984), Barbara Żurek (1980–1982). 
W skład zespołu redakcyjnego wchodzili również:
Bożena Bochenek (1978), Stanisław Bończak (1985), Bogusław Stabryła (1982–1984), Ryszard Dawida (1978–1979), Marta Daraż (1978–1979), Wojciech Drozd (1979–1981), Janusz Dźwierzyński (1982-85), Jerzy Janusz Fąfara (1979), Jacek Grygiel (1979–1981), Jacek Karaman (1985), Zofia Kiczek (1979), Grażyna Kamińska (1981–1983), Jerzy Krawczyk (1979), Bogdan Kluz (1984), Maria Kubal (1980–1981, p.o. sek red. 1980), Edward Lecheta (1981), Danuta Marut (1984), Paweł Murdzek (1985), Witold Orzech (1983–1984), Ryszard Pacławski (1981), Lucyna Pokrzywa (1978–1979), Jan Rogoszewski (1979–1980), Mirosław Waluś (1983), Ewa Wierdak (1978–1979), Zdzisław Siewierski (1978), Ewa Szelest (1985), Tadeusz Szylar (1978–1979), Lidia Wojtowicz (1980–1981).
Na łamach „Dwukropka” swoje teksty, zdjęcia lub wiersze publikowali także: 
Piotr Bakal, Elżbieta Barnat, Marek Bialic, Renata Bomba, Jerzy Burtan, Marek Cisek, Elżbieta Cukierda, Wojciech Drożdzyński, Jolanta Gabrysiak, Jan Górski, Janusz Koryl, Zbigniew Lenart, Waldemar Łabudzki, Ewa Nowak, Stach Ożóg, Wiesława Popiołek, Marta Różankowska, Maria Natasza Solarz, Jan Zawiliński, Wiesław Zieliński, Andrzej Żmuda.
Ks. profesor Józef Tischner wyraził zgodę na opublikowanie na łamach „Dwukropka” dwóch wykładów, które wygłosił w Rzeszowie.

## Dystrybucja i nakład
Gazeta była dystrybuowana poza oficjalnymi kanałami sprzedaży. Obnośną i naręczną sprzedażą zajmowali się jej dziennikarze. Środki pozyskana ze sprzedaży służyły do opłacenia druku gazety. Nakład pisma wynosił średnio 3000 egz.

## Wydawca
Wydawcą pisma w latach 1978–1981 był Zarząd Wojewódzki Socjalistycznego Związku Studentów Polskich w Rzeszowie, a w latach 1982–1985 Rada Okręgowa Zrzeszenia Studentów Polskich w Rzeszowie. Wydawca zapewniał pełną autonomię reakcyjną gazecie, a także udzielał jej pełnego poparcia politycznego wobec władz państwowych i partyjnych PRL.

## Następstwa
Gdy w 1990 roku powstała w Rzeszowie pierwsza w historii tego miasta niezależna gazeta codzienna A-Z Dzienniki Obywatelski, jej twórcami i pierwszymi dziennikarzami były przede wszystkim osoby związane z redakcją „Dwukropka” oraz z prasą „Solidarności”, wydawaną przed i po stanie wojennym.